# Björn Gelotte
Björn Gelotte født 1975 er guitarist og sangskriver for det svenske band In Flames. Han sluttede sig til bandet efter trommeren Daniel Erlandsson forlod dem. Björn var derefter trommeslager til de to albums The Jester Race og Whoracle. Da Glenn Ljungström (guitarist) forlod bandet skiftede Gelotte til at være deres guitarist og Daniel Svensson sluttede sig til bandet som trommeslager. Siden er der aldrig blevet byttet instrumenter i In Flames.

## Sideprojekter
Før Björn Gelotte sluttede sig til In Flames var han et medlem af Sights.
Han er også involveret i et projekt kaldet All Ends som ham og hans bandmate Jesper Strömblad skriver sange for. Björns søster er en af sangerne i bandet All Ends.

## Guitarvalg
Björn bruger flere forskellige Gibson Les Paul custom med EMG 81 og 85 aktive pickupper guitar.